# Diallomus speciosus
Diallomus speciosus là một loài nhện trong họ Ctenidae.
Loài này thuộc chi Diallomus. Diallomus speciosus được Eugène Simon miêu tả năm 1897.